# Dharuhera
Dharuhera là một thị trấn thống kê (census town) của quận Rewari thuộc bang Haryana, Ấn Độ.

## Địa lý
Dharuhera có vị trí 28°13′B 76°47′Đ / 28,22°B 76,78°Đ Nó có độ cao trung bình là 244 mét (800 feet).

## Nhân khẩu
Theo điều tra dân số năm 2001 của Ấn Độ, Dharuhera có dân số 18.890 người. Phái nam chiếm 57% tổng số dân và phái nữ chiếm 43%. Dharuhera có tỷ lệ 67% biết đọc biết viết, cao hơn tỷ lệ trung bình toàn quốc là 59,5%: tỷ lệ cho phái nam là 75%, và tỷ lệ cho phái nữ là 56%. Tại Dharuhera, 17% dân số nhỏ hơn 6 tuổi.